# Port lotniczy Al-Kusajr
Port lotniczy Al-Kusajr – wojskowy port lotniczy położony w miejscowości Al-Kusajr, w Syrii.